# Trebus
Trebus (obersorbisch Trjebuz) ist ein Ortsteil der sächsischen Gemeinde Hähnichen in der Oberlausitz. 

## Geographie
Nördlich von Niesky und südwestlich von Hähnichen liegt Trebus östlich der Bundesstraße 115 zwischen Sandschenke und Spreehammer. Östlich des Straßendorfs befindet sich der zur Fischzucht verwendete Großteich. Die Gesamtzahl der Trebuser Teichflächen beträgt 63 Hektar.
Die den Ort umgebenden Kiefernbestände im Trebuser Forst wurden früher für die Harzgewinnung eingesetzt.

## Geschichte

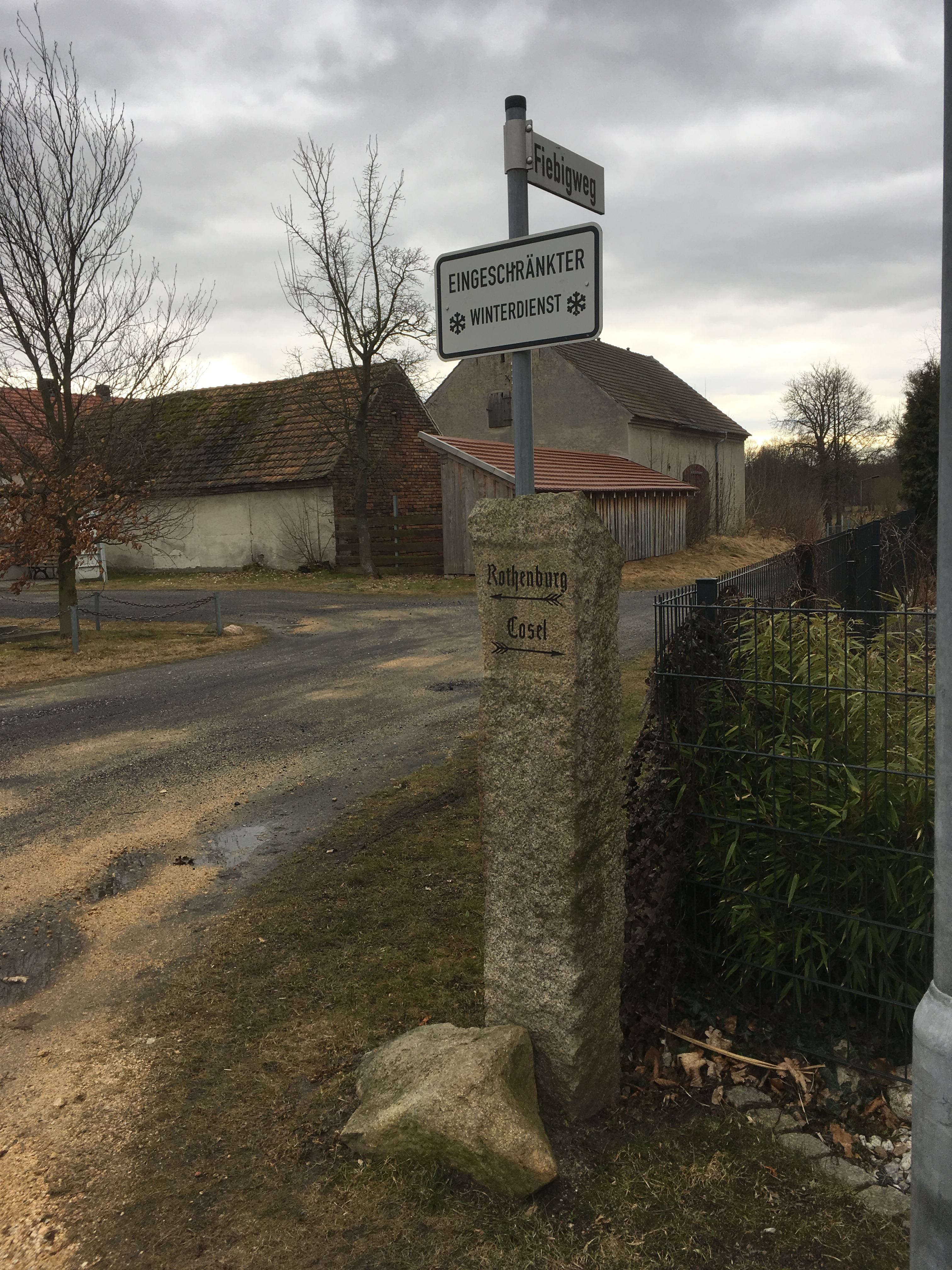
Historischer Wegestein

Erstmals wird 1377 ein Albrecht von Trebis in einem Görlitzer Gerichtsbuch genannt. Anfang des 15. Jahrhunderts gab es ein Rittergut von Ullrich von Trebus. Trebus gehörte der Grundherrschaft Hähnichen an und kam mit ihr durch einen Kauf im Jahr 1464 an den Görlitzer Rat. Der Ortsname bezeichnet eine Rodungssiedlung.
Um das Jahr 1521 war wahrscheinlich die Pest in Trebus, denn in jenem Jahr wandten sich die Trebuser Bürger hilfesuchend an den Görlitzer Rat. In einem verloren gegangenem Kirchbuch der Kirchgemeinde See heißt es dazu: „1521 haben die von Trebus beim Rat zu Görlitz geklagt, wie der Pfarr von See seiner Vernunft entsagt, daher sie die Sakramente nicht bekommen könnten. Es wären auch zum See in diesen schweren Leusten viel Leute ohne alles Gottesrecht und die heiligen Sakramente als das Vieh dahingestorben. Und als sie einander nicht hätten wollen begraben, hätte der Pfarr in törichter Weise die Toten mit den Füßen an ein Orteil gebunden und also mit einem Pferde zu Grabe geschleppt, und nicht eines Knie’s tief begraben, daß sie die Hunde ausgescharrt und befressen hätten, wie sie auch eine tote Sechswöchnerin mit einem Kinde in der Kammer befressen. Bitten, ihnen behilflich zu seyn, damit sie vom Pfarr von Henichen möchten versorget werden.“ Der Bitte nach Umpfarrung wurde entsprochen und fortan gehörte Trebus zur Hähnichener Kirchgemeinde.
Der Oberlausitzer Pönfall, durch den den Sechsstädten alle Privilegien aberkannt und alle Landgüter an die königlich böhmische Kammer abgetreten werden mussten, wechselte Trebus 1547 abermals seinen Besitzer. Die Gebrüder von Bischofswerda kauften 1577 das Rittergut Trebus mit dem Schloss. Ein halbes Jahrhundert später, noch während des Dreißigjährigen Krieges (1618–1648), kam fast die gesamte Lausitz durch den Prager Frieden von 1635 vom Königreich Böhmen an das Kurfürstentum Sachsen.
Siegmund August von Gersdorf, seit 1731 Besitzer des Ritterguts Trebus, überließ der Herrnhuter Brüdergemeine 1742 Ländereien, die zum Grundstock der Siedlung Niesky wurden.
Die Befreiungskriege brachten 1813 Truppendurchmärsche und Einquartierungen, unter denen die Bewohner von Trebus besonders schwer zu leiden hatten. Da das Königreich Sachsen an französischer Seite kämpfte, musste es nach dem Wiener Kongress unter anderem die gesamte Niederlausitz und den nordöstlichen Teil der Oberlausitz an Preußen abtreten. Infolgedessen wurde Trebus 1816 dem neugebildeten preußisch-schlesischen Landkreis Rothenburg (Ob. Laus.) eingegliedert.
Im 19. Jahrhundert gehörte das Rittergut eine Zeitlang der Brüdergemeine. Die Schlossbibliothek der Brüdergemeine, die 15.000 Bände umfasste, wurde 1879 verkauft.

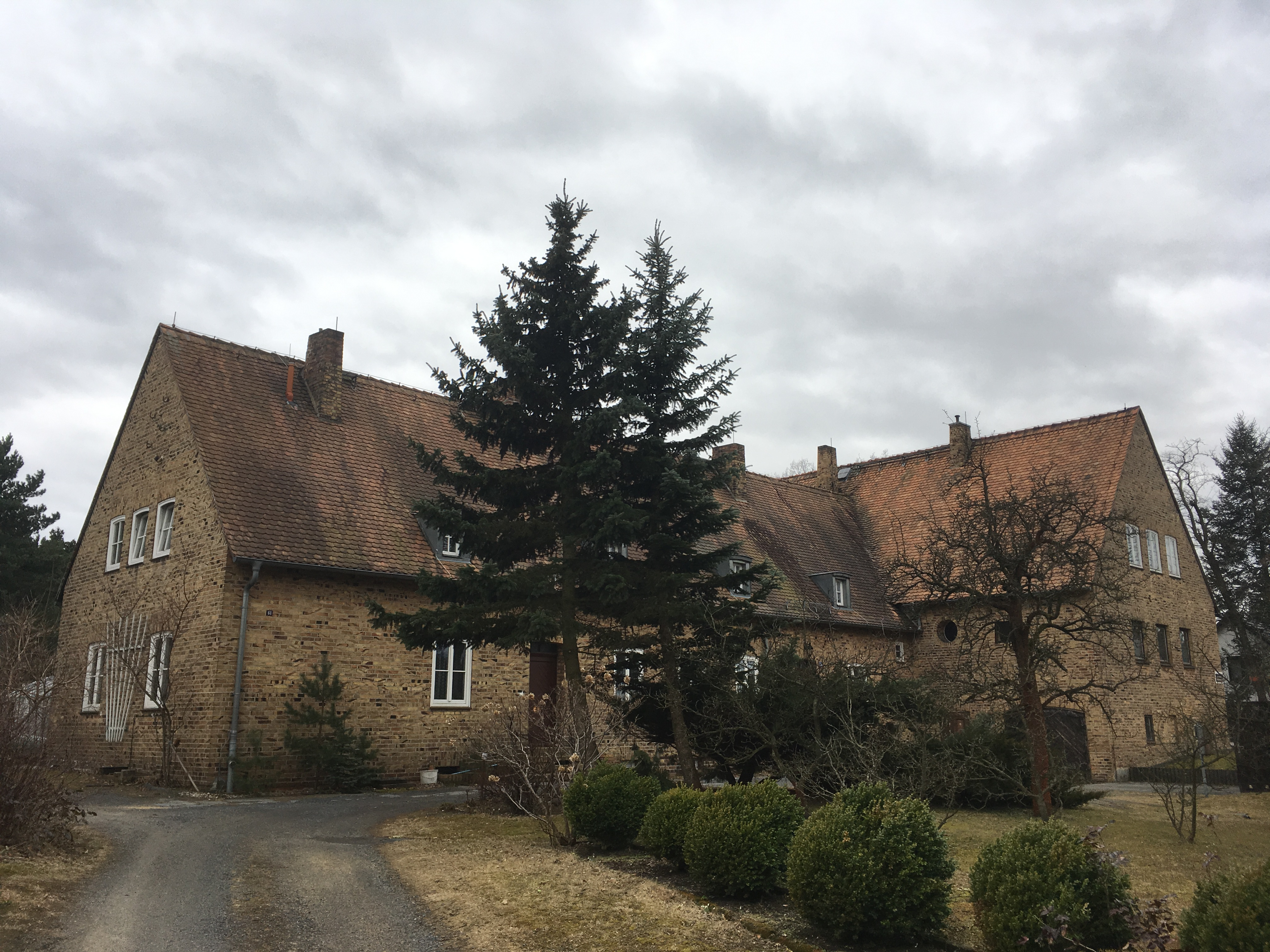
Alte Schule Trebus

Die erste Schule gab es 1825. Sie wechselte in den folgenden Jahrzehnten das Gebäude mehrfach und bekam 1940 einen Neubau, der durch finanzielle Mittel der Gemeinde und Eigenleistungen vieler Einwohner entstand.
Die Herrschaft Trebus mit den Rittergütern Trebus, Neuhof und Stannewisch gehörte seit 1897 der Familie von Gregory. Sie wurde 1945 nach dem Ende des Zweiten Weltkriegs enteignet. In der Bodenreform wurden die 1620 Hektar an Trebuser, Flüchtlinge und Vertriebene aus den ehemals deutschen Ostgebieten sowie an Nieskyer Bürger verteilt. Bereits Anfang der fünfziger Jahre, Trebus gehörte inzwischen zum Kreis Niesky, kam es zur Gründung von Landwirtschaftlichen Produktionsgenossenschaften (LPG).
Zum 1. Januar 1994 schlossen sich die Gemeinden Quolsdorf und Trebus mit der Gemeinde Hähnichen unter diesem Namen zusammen.

### Bevölkerungsentwicklung
| Jahr | Einwohner |
| ---- | --------- |
| 1825 | 478       |
| 1837 | 320       |
| 1863 | 415       |
| 1871 | 516       |
| 1885 | 521       |
| 1905 | 507       |
| 1925 | 535       |
| 1939 | 496       |
| 1946 | 551       |
| 1950 | 605       |
| 1964 | 553       |
| 1971 | 541       |
| 1987 | 442       |
| 1988 | 431       |
| 1990 | 416       |
| 1993 | 428       |
| 1999 | 439       |
| 2002 | 451       |

Aus dem Jahr 1561 sind für Trebus 29 besessene Mann und 12 Inwohner übermittelt. Reichlich zwei Jahrhunderte später gab es zwar drei Wirte mehr, die soziale Struktur hat sich jedoch gewandelt, so dass 1777 nur noch 4 besessene Mann, dafür aber 18 Gärtner und 22 Häusler in Trebus wirtschafteten.
Trotz der slawischen Wurzeln war der Ort bereits im 19. Jahrhundert deutsch besiedelt. Bei der Datenerhebung für seine Statistik der Sorben in der Oberlausitz besuchte Arnošt Muka Trebus in den 1880er Jahren nicht mehr, da der Ort damals bereits außerhalb der sorbischen Sprachgrenze lag.
Die Bevölkerungsentwicklung seit dem Anfang des 19. Jahrhunderts ist sehr uneinheitlich – Bevölkerungswachstum und -rückgang wechseln sich häufig ab. Die Einwohnerzahl bewegt sich zumeist zwischen 400 und 600. Dieser Bereich wurde nur in den späteren Jahren der ersten Hälfte des 19. Jahrhunderts unterschritten und in den Anfangsjahren der DDR überschritten.
Auffällig ist, dass der stetige Bevölkerungsrückgang seit Gründung der DDR in den Wendejahren stoppte und seit 1990 ein allmähliches Wachstum zu verzeichnet war.

### Ortsname
Der Name leitet sich wahrscheinlich vom altsorbischen Wort für „Rodung“, obersorbisch trjebić, ab, wofür auch die Ortslage in einer waldreichen Gegend spricht (→ Ortsname von Trebendorf). Der Ortsname entwickelte sich unter anderem über Trebis (1377), Trebuz (1390), Trebis (1409), Trebus, Trebusse, Trebis (1410/12), Trebiß (1483) und Trebuß (1500). Bei der Schreibweise des (heute nicht mehr gebräuchlichen) sorbischen Namens herrscht in der Literatur Uneinheitlichkeit. Paul Kühnel gab ihn 1891 mit Třebuz, Jan Meschgang 1973 mit Trjebus und Ernst Eichler 1975 mit Trjebuz an.
Eichler wies auch – mit Verweis auf die beiden Niederlausitzer Orte Trebbus und Trebus bei Fürstenwalde – darauf hin, dass auf Grund des Suffixes die Namensherkunft nicht ganz eindeutig klärbar ist und kommt zum Fazit:

„Somit bleibt beim gegenwärtigen Stand die Alternative zwischen altsorbisch *Trebobuź zum Vollnamen Trebobud und *Trebuž mit dem seltenen Suffix -už, dessen Auftreten in der slawistischen Onomastik noch untersucht zu werden verdiente.“

## Sehenswürdigkeiten
In Trebus zeugt das „Heimatstübl“ vom dörflichen Leben. Nahe gelegene Ausflugsziele sind der Erlichthof in Rietschen und das Wildgehege in Stannewisch.

## Veranstaltungen
Im Ort wurde langjährig im August das Heidefest der Blasmusik ausgerichtet.

## Persönlichkeiten

### Söhne und Töchter der Gemeinde
- Herrmann Becker (* 10. September 1887; † 21. April 1970), Offizier und Flugzeugführer im Ersten Weltkrieg